# گلادیاتور (فیلم ۱۹۸۶)
«گلادیاتور» (انگلیسی: The Gladiator (1986 film)) یک فیلم به کارگردانی ایبل فرارا است که در سال ۱۹۸۶ منتشر شد.